# Nathan Ferguson
Nathan Ferguson (Birmingham, 6 de octubre de 2000) es un futbolista británico que juega en la demarcación de defensa y se encuentra sin equipo tras abandonar el Crystal Palace F. C.

## Biografía
Tras formarse como futbolista en las categorías inferiores del West Bromwich Albion F. C., jugar en el primer equipo y marcharse traspasado en 2020 al Crystal Palace FC, finalmente el 26 de diciembre de 2021 debutó con el primer equipo en la Premier League contra el Tottenham Hotspur. El encuentro finalizó con un resultado de 3-0 a favor del conjunto londinense tras los goles de Harry Kane, Lucas Moura y Son Heung-min.

## Clubes
Actualizado al último partido disputado el 28 de diciembre de 2021.
| Club                       | País       | Año       | Partidos | Goles |
| -------------------------- | ---------- | --------- | -------- | ----- |
| West Bromwich Albion F. C. | Inglaterra | 2019-2020 | 21       | 1     |
| Crystal Palace F. C.       | Inglaterra | 2020-2024 | 1        | 0     |